# الكرد (الحديدة)

تعديل مصدري - تعديل

الكرد هي إحدى قرى مديرية الدريهمي، التابعة لمحافظة الحديدة اليمنية، بلغ تعداد سكانها 1885 نسمة حسب الإحصاء الذي جرى عام 2004.